# Cosmic Vision

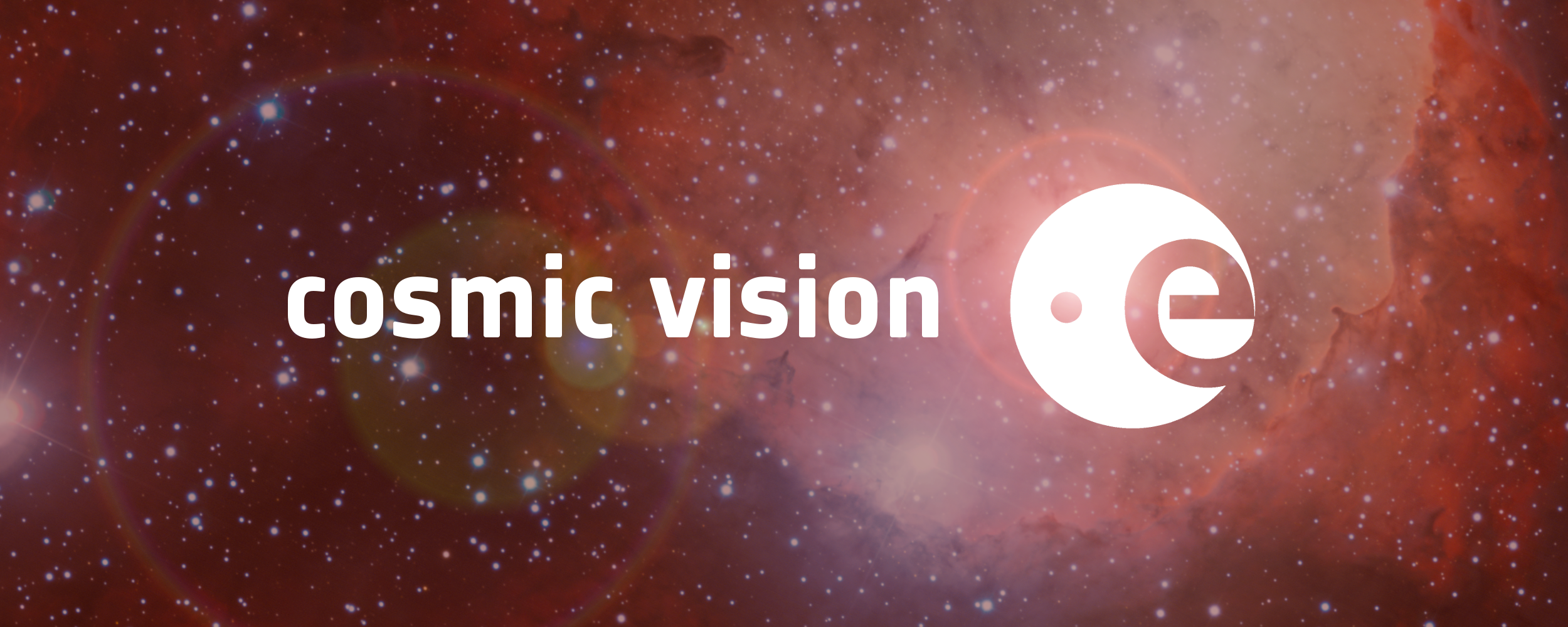
Logo del programma Cosmic Vision.

Cosmic Vision è un programma di missioni scientifiche a lungo termine dell'Agenzia Spaziale Europea (ESA) che si sviluppa ogni dieci anni, a partire dal 2015, ed è successore del programma scientifico a lungo termine Horizon 2000.

## Storia
Il concept del programma è stato proposto nel 2004 e definito ad un successivo gruppo di lavoro tenutosi a Parigi, per stabilire più compiutamente gli obiettivi in ambito di astronomia ed astrofisica, esplorazione del sistema solare e fisica fondamentale.
Nei primi mesi del 2006 è stato formulato un piano decennale che avrebbe dovuto rispondere a quattro interrogativi chiave:
- Quali sono le condizioni necessarie per la formazione planetaria e l'abiogenesi ?
- Come funziona il sistema solare ?
- Quali sono le leggi fisiche fondamentali dell'Universo ?
- Come si è originato e di cosa è costituito l'Universo ?

In marzo 2007 è stato formalmente aperto un concorso che ha prodotto 19 proposte per missioni di astrofisica, 12 di fisica fondamentale e 19 proposte di missioni conoscitive del sistema solare.
A marzo 2012 l'ESA ha annunciato di aver iniziato a lavorare su una serie di missioni scientifiche di piccola classe (Small Class). La prima missione selezionata di tipo "S-Class" avrebbe avuto un finanziamento di 50 milioni di euro e sarebbe stata lanciata nel 2017.

## Classe delle missioni

### Small Class (S)
Missioni di piccola classe (S-class) sono destinate ad avere un costo per l'ESA non superiore a 50 milioni di euro. Un primo invito a presentare proposte di missione è stato proposto nel marzo 2012. Sono state ricevute circa 70 proposte. Nel mese di ottobre 2012 è stata selezionata la prima missione di classe S:
- S1, CHEOPS (CHaracterising ExOPlanets Satellite), una missione per la ricerca di pianeti extrasolari mediante fotometria; è stato lanciato il 18 dicembre 2019.[5]
- S2, SMILE (Solar wind Magnetosphere Ionosphere Link Explorer), una missione congiunta tra l'ESA e l'Accademia Cinese delle Scienze per studiare l'interazione tra la magnetosfera terrestre ed il vento solare. Selezionato il 4 giugno 2015 tra 13 proposte concorrenti, il suo lancio a seguito di successivi slittamenti[6] è previsto per il 2025.[7]

### Medium Class (M)
I progetti di classe media (classe M) sono sostanzialmente di tipo stand-alone (indipendenti e non necessitano di supporto integrativo) con un finanziamento di circa 500 milioni di euro. Le prime due missioni di classe M, M1 e M2, sono state selezionate nel mese di ottobre 2011:
- M1, Solar Orbiter; una missione finalizzata alle osservazioni ravvicinate del Sole, il cui lancio è stato effettuato, dopo alcuni slittamenti, a febbraio 2020.[9]
- M2, Euclid;[10] una missione selezionata per lo studio dell'energia oscura e della materia oscura; lanciato a luglio 2023.[11]
- M3, PLATO (PLAnetary Transits and Oscillations of stars); una missione per la ricerca di esopianeti e misurazione delle oscillazioni stellari. Selezionata il 19 febbraio 2014, il lancio è previsto per il 2026.[12] Altre ricerche concorrenti collegate al lancio previsto sono le missioni EChO, LOFT, MarcoPolo-R and STE-QUEST.[13]
- M4, ARIEL (Atmospheric Remote-Sensing Infrared Exoplanet Large-survey) per l'osservazione di esopianeti vicini e determinarne la composizione chimica e le condizioni fisiche. ARIEL è stata selezionata il 20 marzo 2018 come la quarta missione di classe M ed il lancio è previsto per il 2029.[14]
- M5, EnVision,  un orbiter per studiare il pianeta Venere determinandone la natura e lo stato attuale dell'attività geologica e la sua relazione con l'atmosfera, per comprendere meglio i diversi percorsi evolutivi che hanno avuto Venere e la Terra. La quinta missione di classe media è stata selezionata nel 2021 tra due progetti risultanti da una scrematura di 25 proposte: oltre a EnVision, l'altra proposta in lizza era THESEUS (Transient High Energy Sky and Early Universe Surveyor),[15] indagine sulle alte energie transitorie dell'universo primordiale.[16]
- M7: nel novembre 2022 è stato annunciato che la missione M7 verrà scelta tra cinque diverse proposte candidate: THESEUS (già candidato M5), CALICO, HAYDN, M-MATISSE e Plasma Observatory.[17]

### Large Class (L)
In origine era previsto che i progetti di classe L (Large Class) dovevano essere svolti in collaborazione con altri partner con un impegno di spesa per l'ESA non superiore ai 900 milioni di euro. Tuttavia nel 2011, a seguito di tagli nel bilancio finanziario degli Stati Uniti, si sono ridotte le possibilità di partecipazione dell'agenzia NASA con lo slittamento dei programmi ed una riduzione delle collaborazioni internazionali.
Sono state selezionate tre missioni di classe L:
- L1, JUICE (JUpiter ICy moon Explorer)[19], una missione esplorativa per il sistema Gioviano (sfruttando le risorse e le tecnologie profuse per la missione cancellata Laplace) lanciata nell'aprile 2023.
- L2, ATHENA (Advanced Telescope for High Energy Astrophysics), un osservatorio spaziale a raggi X con lancio previsto per il 2031.[20]
- L3, LISA (Laser Interferometer Space Antenna), una missione spaziale progettata per rilevare e misurare con precisione le onde gravitazionali a frequenze inferiori di quelle dei rilevatori a terra (VIRGO, LIGO).[21] Il lancio è previsto per il 2035.

### Fast Class (F)
Il 16 maggio 2018, in occasione dell'ESA Science Programme Committee (SPC), è stata aggiunta una nuova classe di missioni: la cosiddetta Fast Class (veloce). Questa classe è caratterizzata da missioni semplici per occasioni speciali, il cui lancio avverrà congiuntamente ad una missione di classe M:
- F1, Comet Interceptor, una missione selezionata il 19 giugno 2019, che studierà una cometa proveniente dalla Nube di Oort, evitando quindi che abbia subito alterazioni nei ripetuti avvicinamenti al Sole. Il lancio dovrebbe avvenire nel 2029 insieme alla missione ARIEL.[22]
- F2, ARRAKIHS (Analysis of Resolved Remnants of Accreted galaxies as a Key Instrument for Halo Surveys), missione di rilevamento di un centinaio di galassie vicine e dei loro dintorni per studiare lo sviluppo delle galassie nane e dei flussi stellari; selezionata nel 2022, il lancio è previsto per l'inizio degli anni 2030.[23]

## Missioni di opportunità
Occasionalmente, ESA contribuisce a missioni congiunte guidate da altre agenzie spaziali. Queste missioni includono:
- Hinode, un telescopio spaziale per raggi X, dell'agenzia spaziale giapponese JAXA, lanciato nel 2006;
- IRIS (Interface Region Imaging Spectrograph) – osservatorio spaziale spettrografico, dell'agenzia NASA, lanciato nel 2013;
- Microscope (Micro-Satellite à traînée Compensée pour l'Observation du Principe d'Equivalence) – microsatellite per lo studio del principio di equivalenza, dell'agenzia spaziale francese CNES, attivo tra il 2016 e il 2018;
- PROBA-3 – navetta spaziale di test, il lancio è previsto nel 2024;
- XRISM – telescopio spaziale per raggi X, dell'agenzia spaziale giapponese JAXA, è stato lanciato a settembre 2023;
- ExoMars - sonde per l'esplorazione di Marte in collaborazione con l'agenzia spaziale russa Roscosmos, un orbiter è operativo dal 2017, un rover doveva essere lanciato nel 2022 ma a causa dell'invasione dell'Ucraina è terminata la collaborazione dell'ESA con Roscosmos e il progetto è stato rimandato.
- Einstein Probe – una missione spaziale dedicata all'astrofisica delle alte energie, dell'accademia scientifica cinese CAS, è stata lanciata a gennaio 2024;[25]
- MMX – una missione per il ritorno a Terra di campioni di roccia marziani, dell'agenzia spaziale giapponese JAXA, il cui lancio è previsto nel 2026;
- Telescopio spaziale Nancy Grace Roman - un telescopio spaziale della NASA, il cui lancio è previsto nel 2027.